# Projector
Projector ist das vierte Album der schwedischen Melodic-Death-Metal-Band Dark Tranquillity. Das Album wurde am 10. August 1999 via Century Media veröffentlicht.

## Entstehung
Aufgenommen wurde das Album im September 1998 im Studio Fredman in Göteborg. Produziert wurde das Album von Frederik Nordström. Das Mastering wurde von Göran Finnberg im „The Mastering Room“ bewerkstelligt. Alle Texte schrieb Mikael Stanne, die Musik wurde von der ganzen Band geschrieben.
Zum ersten Mal seit dem Debütalbum Skydancer arbeitet Mikael Stanne mit klarem Gesang. Er wurde in der Vergangenheit immer wieder von seinen Bandkollegen dazu gedrängt. Auf Grund der härteren Ausrichtung der beiden Vorgängeralben kam es allerdings nicht dazu, dass Stanne den Klargesang übernehmen konnte. Bei dem Lied UnDo Control singt Johanna Andersson. Musikalisch begann die Band mit klanglichen Experimenten. So wurde verstärkt mit Keyboards, variablerem Gesang und neuartigen Melodieführungen gearbeitet.
Die lange Zeitspanne zwischen den Aufnahmen und der Veröffentlichung erklärt sich durch den Wechsel der Plattenfirma. Ursprünglich sollte das Album wieder bei Osmose Productions erscheinen, doch auf Grund der neuen Ausrichtung, zog man sich von dem Plan zurück. Die Band kaufte sich die Rechte zurück und beauftragte ihre Manager, den Markt zu sondieren. Schließlich unterschrieb die Band bei Century Media.

## Hintergrund
UnDo Control handelt von menschlichen Zwiespälten. Menschen, die einerseits nach Sicherheit streben und dann den Drang zu spüren, völlig unkontrolliert und abseits jeder Norm zu leben. Ein weiteres Thema des Albums sind Ängste vor der inneren und geistigen Weiterentwicklung.

## Titelliste
| 1. FreeCard – 4:31 2. ThereIn – 5:55 3. UnDo Control – 5:10 4. Auctioned – 6:06 5. To a Bitter Halt – 4:48 | 1. The Sun Fired Blanks – 4:17 2. Nether Novas – 6:14 3. Day to End – 3:08 4. Dobermann – 4:38 5. On Your Time – 5:37 |

Die limitierte CD-Version enthielt den Bonustitel Exposure.